# SP45DE
SP45DE to jednostka pamięci zewnętrznej służąca do zapisu i odczytu danych oraz programów na 8-calowych dyskietkach elastycznych, stosowana w systemach komputerowych takich jak MK 45, Mera 300, Mera 400 i PRS-4. W skład jednostki, w zależności od przyjętej konfiguracji, może wchodzić jeden lub dwa moduły stacji dyskietek PLx45D, każdy zawierający dwie kieszenie na dyskietki. Zapis danych odbywał się w formacie zgodnym z normą ISO 97/11 N 149.

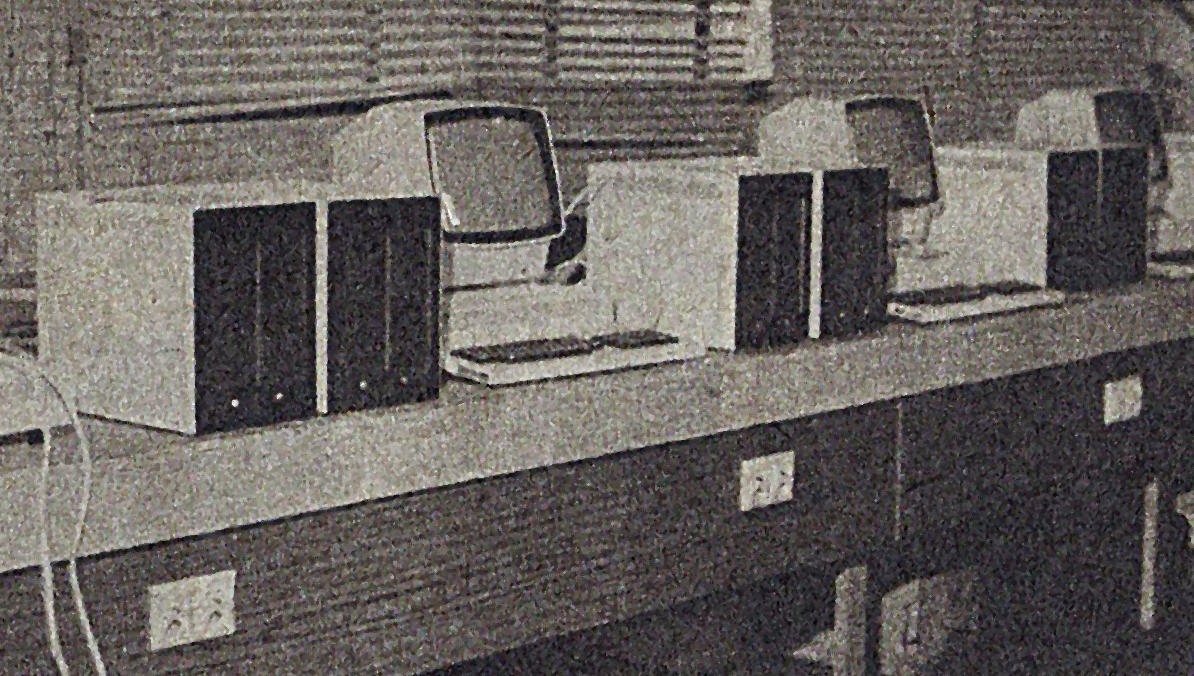

W jednostce mogą maksymalnie znajdować się 4 dyskietki dwustronne (8 powierzchni zapisu). Każda ze stron podzielona jest na 77 ścieżek; ścieżki numerowane są od 0 do 76, a pojemność każdej wynosi 3328 bajtów. Poszczególne ścieżki podzielone są na 26 sektorów, przy czym pojemność pojedynczego sektora wynosi 128 bajtów. Sektor jest równocześnie najmniejszą jednostką podlegającą zapisowi i odczytowi (jednostka transferu danych). Pojemność całej dyskietki wynosi 505.856 bajtów.
Pamięć SP45DE posiada następującą charakterystykę dotyczącą odczytu i zapisu danych:
- producent: Krakowska Fabryka Aparatów Pomiarowych MERA-KFAP
- czas dostępu:
  - średni: 83 ms
  - maksymalny: 173 ms
- gęstość zapisu:
  - od: 723 bit/cm
  - do: 1287 bit/cm.

Transmisja danych pomiędzy SP45DE i jednostką centralną odbywała się szeregowo, z prędkością 500 Kb/s.